# Wola Rębkowska (gmina)
Wola Rębkowska (od 1973 Garwolin) – dawna gmina wiejska istniejąca do 1954 roku w woj. lubelskim/warszawskim. Siedzibą władz gminy była Wola Rębkowska.
Na mocy postanowienia Komitetu Urzędującego Królestwa Polskiego z dnia 17 stycznia 1867 roku gmina Wola Rębkowska weszła w skład powiatu garwolińskiego guberni siedleckiej. Gmina należała do sądu gminnego okręgu I w Aleksandrowie. W skład gminy wchodziły: Budzin, Ewelin, Jagody, Leszczyny Nowe, Leszczyny Stare, Mętne, Michałówka, Niecieplin, Ośniackie Budy, Puznów Stary, Puznów Nowy, Rębków, Rębkowska Wola, Stoczek, Trąbki, Uśniaki, Wilkowyje, Władysławów, Władysławowska Wola, Wyszczynki i Żwirówka. Miała 10793 mr. obszaru i liczyła 4955 mieszkańców. 
W 1919 roku gmina weszła w skład w woj. lubelskiego. 15 kwietnia 1934 z gminy wyłączono gromadę Leszczyny, którą włączono do gminy miejskiej Garwolin. Z dniem 31 marca 1939 roku włączono do niej gromadę Krystyna z gminy Osieck. 1 kwietnia 1939 roku gminę wraz z całym powiatem garwolińskim przyłączono do woj. warszawskiego. W okresie okupacji gmina została pozbawiona samorządu, zarządzał nią wójt przy pomocy doradców gminnych. 1 września 1944 roku powołono radę gminną. 
Po wojnie gmina zachowała przynależność administracyjną. 1 lipca 1952 roku gmina składała się z 16 gromad: Budy Uśniackie, Ewelin, Jagodne, Krystyna, Miętne, Niecieplin, Puznów Nowy, Puznów Stary, Rębków, Rębków Parcele, Stoczek, Trąbki, Uśniaki, Wilkowyja, Wola Rębkowska i Wola Władysławowska. 
Gmina została zniesiona 29 września 1954 roku wraz z reformą wprowadzającą gromady w miejsce gmin. Jednostki nie przywrócono 1 stycznia 1973 roku po reaktywowaniu gmin, a jej dawny obszar wszedł głównie w skład nowej gminy Garwolin.